# ダメドルと世界に1人だけのファン
『ダメドルと世界に1人だけのファン』（ダメドルとせかいにひとりだけのファン、Damedol and the only fan in the world）は、キシリモによる日本の漫画作品。作者のX（旧・Twitter）にて2022年12月11日より投稿されていたが、『GANMA!』（コミックスマート）にて2023年5月23日より連載されている。隔週火曜日に更新。作者のキシリモにとって、初の連載作品である。
2024年6月には「次にくるマンガ大賞 2024」Webマンガ部門にノミネートされている。

## 登場人物

### 主要人物
うるみん
声 - 花守ゆみり（作品PV）
アイドルグループ『めりー☆ゆにばーす』（めり☆ゆに）のメンバーで、メンバーカラーは漆黒。
歌もダンスも下手で、ドジする場面が多いポンコツであり、性格も素直ではない。そのため、彼女を推しているのは現状キミヤ一人だけである。
プライベートでは立秀大学に通う大学生であり、本名は漆原萌（うるしばら もえぎ）。

キミヤ
うるみんを推してる唯一のファンであり、彼女の必死に頑張る姿に惹かれている。
本名は奥田君也。立秀大学に通う大学生だが、うるみんとは学内で面識が無い。家の近くのカラオケボックスでアルバイトしている。

### めりー☆ゆにばーす
うるみんが所属する5人組地下アイドル。略称は『めり☆ゆに』。デビューして半年過ぎほどで、ライブの集客数は20人強ほど。
あいる
めり☆ゆにのリーダーで、センター。メンバーカラーはチェリーレッド。
安定感のあるパフォーマンスに加え、単推しファンの名前も記憶するなど、ホスピタリティも欠かさない。
北関東出身で、かつて『北関東の鬼神』と恐れられた元ヤンキー。本名は野堀愛（のぼり あい）。メンバー最年長の2X歳

レイ
めり☆ゆにのクール担当。長身のいわゆるイケメン女子。
基本的に無表情で。趣味はBL本。

むーちゃん
めり☆ゆにのメンバー。ファンの前では自由奔放なギャルキャラだが、頭が良く、めり☆ゆにのブレーン役でもある。本名は睦月優（むつき すぐる）。

ぽぽち
めり☆ゆにのリーダーで、センター。メンバーカラーはベビーピンク。
メンバー最年少の19歳だが、身長が一番高く、胸も大きい。過去に別のアイドルグループにいたことを示唆する描写がある。

## 制作背景
作者のキシリモは「大真面目な顔で告白する男の子と、それに照れる女の子を描きたい」という構図を風呂に入りながら思いついた。そこから「女の子に告白する男の子＝アイドルに愛を伝えるオタクの関係性」が誕生している。キシリモは「アイドルと言われると沢山のファンに囲まれてキラキラしている光景が思い浮かぶ」といい、それをすべて逆にしようと考えたことから、歌やダンスが下手でファンが1人という設定となっており、「どうやったら描きたい絵がフィットする話になるか」と考えながら制作されている。
うるみんのモデルはおらず、奥田には「アイドルコンテンツ」にハマったキシリモ自身の「推し活で抱いた感情を反映させているかも」しれないと話している。キシリモはポンコツアイドルが好きなわけではないが、キャラクターの設定は「こういう子がいたら思わず推してしまうだろうな」と考えて制作されている。
作画では読者に「表情からキャラクターの性格だけでなく、その顔に至った背景まで」伝えるよう、「喜怒哀楽を超えた表情」を意識して描かれている。

## 反響
作者のキシリモが本作を2022年12月11日にX（旧・Twitter）に投稿し、「いいね」が9.4万以上寄せられた。翌日の12日に続編が投稿された際にも、読者から「いいね」が2.4万寄せられている。キシリモによると1話目で反響があっても、2作目や3作目では数字が落ちることが多いと思っているが、本作は2023年1月時点でも「最新のものまで万単位」で「いいね」が寄せられていたという。

## 書誌情報
- キシリモ『ダメドルと世界に1人だけのファン』 一迅社、既刊3巻（2025年2月25日現在）
  1. 2024年1月25日発売[1][6]、ISBN 978-4-7580-2627-7
  2. 2024年7月25日発売[7]、ISBN 978-4-7580-2735-9
  3. 2025年2月25日発売[8]、ISBN 978-4-7580-2854-7